# Cryptacarus grandjeani
Cryptacarus grandjeani är en kvalsterart som beskrevs av Adolph och Haq 1991. Cryptacarus grandjeani ingår i släktet Cryptacarus och familjen Lohmanniidae. Inga underarter finns listade i Catalogue of Life.